# 真野暁柳
真野 暁柳（まの きょうりゅう、生年不明‐明治44年（1911年）11月21日）とは明治時代の浮世絵師。

## 来歴
河鍋暁斎の門人。名は八十吉。『河鍋暁斎翁伝』において3箇所「真野氏」として登場している人物が暁柳であろうといわれる。『河鍋暁斎翁伝』はその執筆時期が明治30年から明治32年の間であるとすれば、暁柳が師の暁斎に関して飯島虚心に語ることは可能である。『河鍋暁斎翁伝』の中にみられる「真野氏の話に、翁が中年の頃は酒量猶未だ多からず。朝より酒器を机辺に陳列しおきしが、一、二杯飲みては筆を採り、又筆を止めては一、二杯を飲み、終日僅に三、四合に過ぎざりき。」、「真野氏曰く、翁は、もと赤貧なりしが、己が家に能舞台を建てし頃より、徐々金円を得て貧苦を感ぜざりき。」、「真野氏曰く、余が翁の門に通学せし頃は、僅に四、五人の門生ありしのみ。早川松山、石崎郁千、杉本留吉の諸氏なり。牛込改代町の質商白木屋の主人も門人なりしが、此の人は富裕なれば、翁が家計を助けたること少からざりき。」という3箇所の記述が暁柳による暁斎の当時の様子と捉えられる。法名は善誉穂徳信士。